# František Mička
František Mička také německy Frank Mischa (12. prosince 1878 Podolí – 1950? Miami?) byl český sochař, kreslíř a legionář.

## Životopis
Narodil se v Podolí do rodiny rolníka Františka Mičky. Do obecné školy chodil v Bobrové. Již v tomto období projevoval svůj výtvarný talent. Na doporučení ředitele školy absolvoval keramickou školu v Bechyni, kterou absolvoval v roce 1897. Poté krátce pracoval v keramických továrnách v Brně a Ivančicích. V roce 1900 odešel do Paříže, kde čtyři a půl roku pracoval v keramickém závodě a zároveň absolvoval dva semestry na École des Arts décoratifs. Po studiích se vrátil na Moravu, kde pracoval v Letovicích a v roce 1906 odešel do německého Wiesbadenu. Ve stejném roce odjel na trvalo do Spojených států amerických. Zprvu pracoval v ateliérech sochaře Gutzona Borgluma a od roku 1912 v Národním muzeu ve Washingtonu, kde v antropologickém oddělení Dr. Aleše Hrdličky modeloval panoramatické skupiny indiánů pro výstavy v San Diegu a San Francisku. Od roku 1915 pracoval v New Yorku v dílně sochaře Gutzona Borgluma. Byl členem Bohemian Art klubu a Sokola v New Yorku.
V roce 1917 vstoupily Spojené státy americké do války a František Mička se stal vojenským dobrovolníkem, vstoupil do československých legií a zorganizoval první transport českých krajanů - vojáků z Ameriky do Francie. Po příjezdu do Francie byl v lednu 1918 poslán do důstojnické školy v St. Maixentu, kde působil jako tlumočník a asistent učitele kreslení. Poté krátce bojoval na západní frontě a následně byl odeslán zpět do Spojených státu amerických k náboru dalších dobrovolníků. V této době udržoval kontakt s Vojtěchem Preissigem. Po podepsání příměří se vrátil zpět do Paříže. Do Čech se vrátil počátkem roku 1919, ale ihned byl odeslán zpět do Spojených států amerických jako tlumočník československé hospodářské mise. Na přelomu let 1919 a 1920 byl jmenován honorárním úředníkem Ministerstva zahraničních věcí Československa ve Washingtonu, kde setrval až do roku 1922. Mezi tím byl v dubnu 1921 demobilizován z československých legií.
Po ukončení spolupráce pro Ministerstvem zahraničních věcí obnovil kontakty Gutzonem Borglumem a započal pod vedením sochaře Andriana Pillarse (1870-1937) práce na vojenském pomníku v Jacksonville na Floridě. V druhé polovině 20. let 20. století pracoval jako štukatér v Miami na Floridě a od roku 1928 ve státě Georgie v Atlanta Terra Cotta Company jako vedoucí v modelářské dílně. Od roku 1934 až do své smrti žil v Miami. V této době také vzniklo jeho nejznámější dílo. Spolupracoval na Národním památníku Mount Rushmore v Jižní Dakotě pod vedením Gutzona Borgluma. V roce 1934 vytvářel hlavu prezidenta George Washingtona. Zemřel v Miami patrně roku 1950.

## Díla na kterých spolupracoval
- Vojenský pomník v Jacksonville
- Fontána u knihovny v Miami
- Sousoší čtyř amerických prezidentů v Mount Rushmore

## Zastoupení v galeriích
- Vojenský historický ústav Praha
- Memorial Park, Jacksonville, Florida (socha „Life“)
- Mount Rushmore National Memorial, Jižní Dakota (prezident George Washington)
- Osage Tribal Museum, Pawhuska
- Smithsonian National Museum of Natural History, Washington

## Fotogalerie

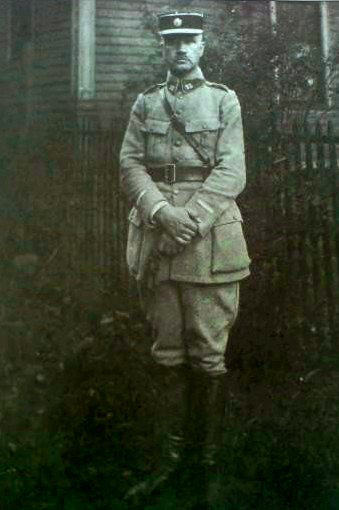
František Mička poručík francouzských legií
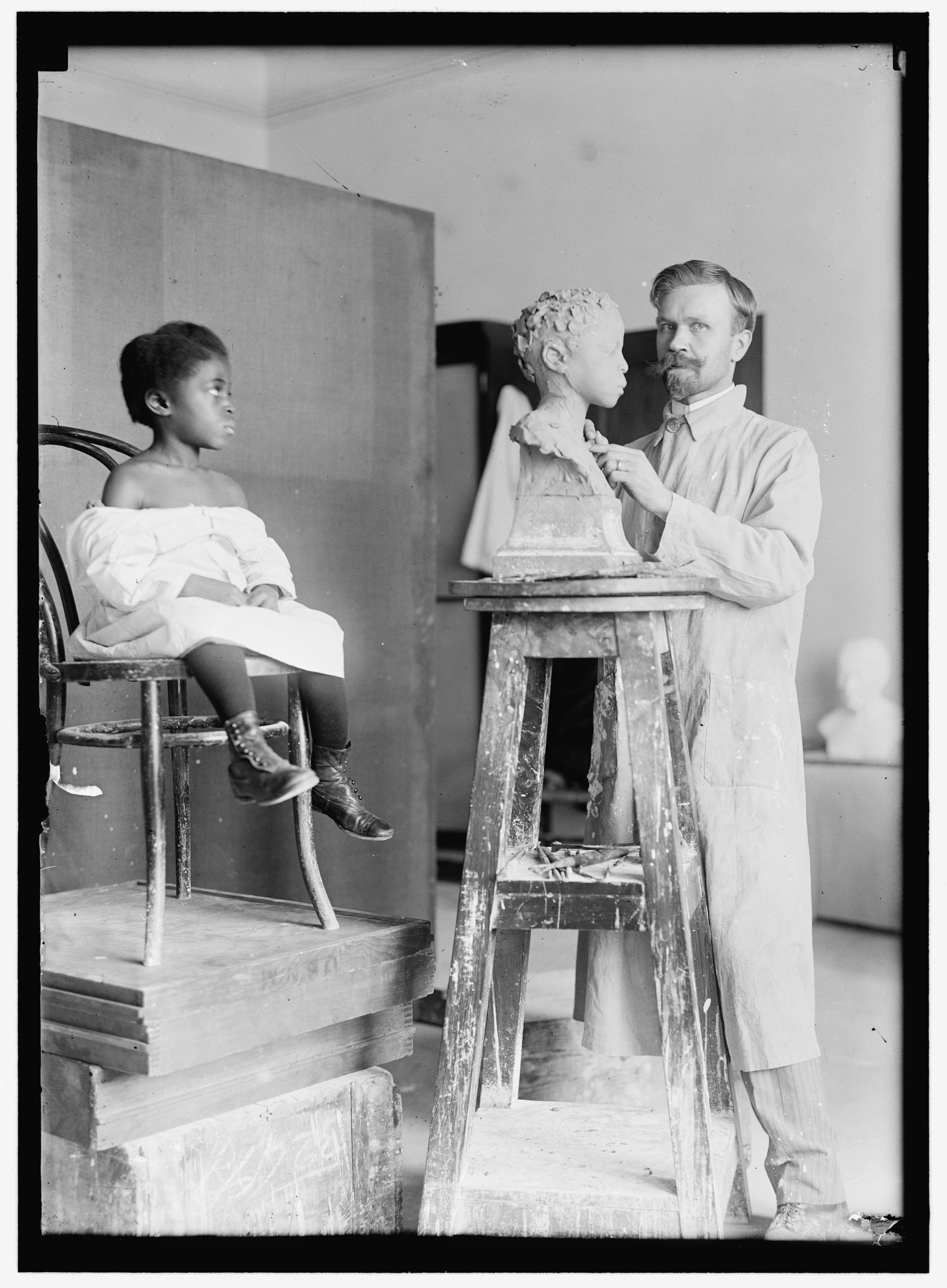
sochař Frank Mischa při práci (1914)
sochař Frank Mischa pracuje na bustě (1914)
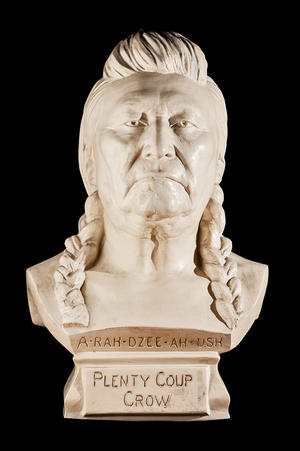
busta původních obyvatel Ameriky (kol.1914)
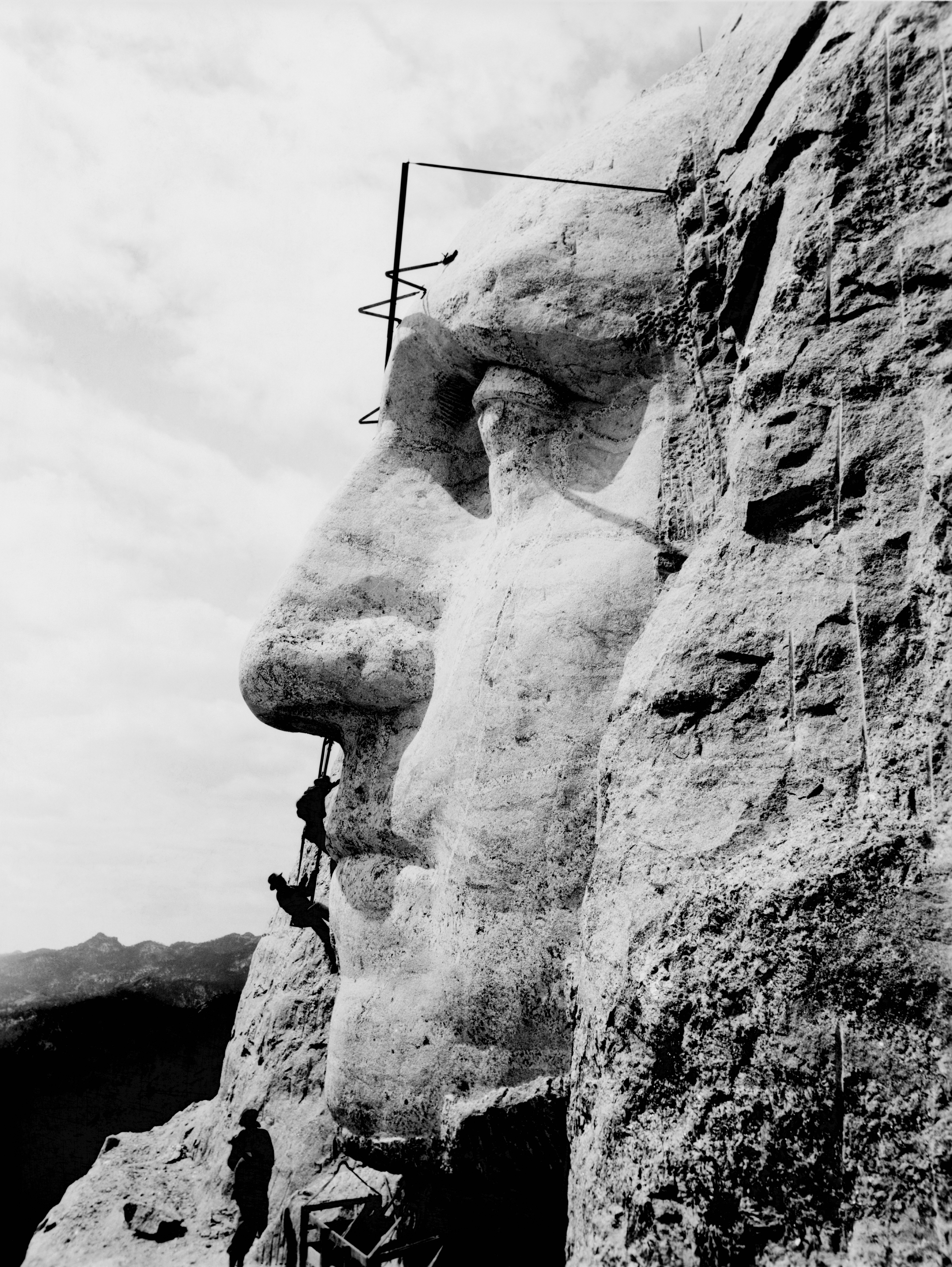
Vytváření hlavy prezidenta George Washingtona na pomníku Mount Rushmore (cca 1932)
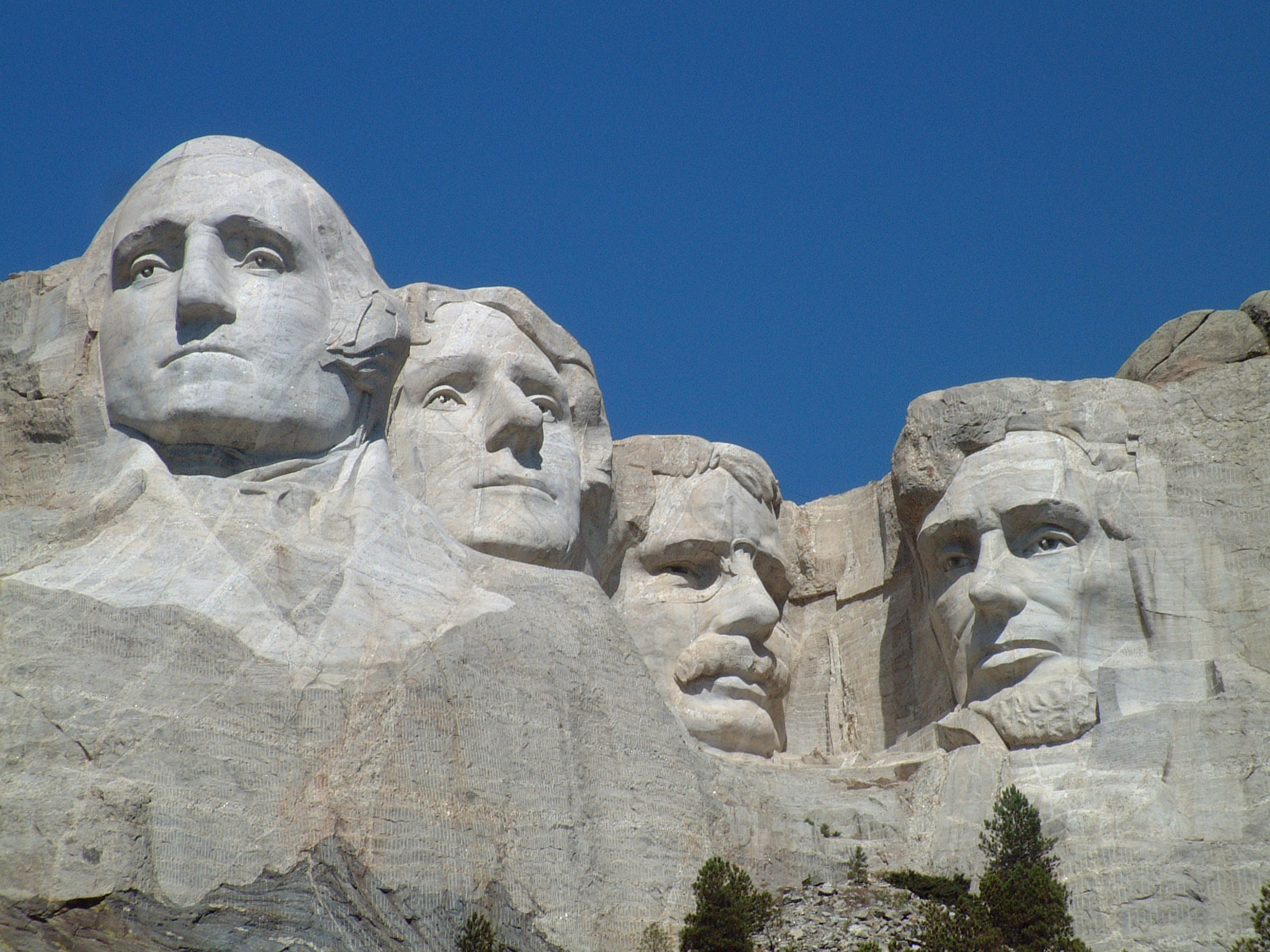
Mount Rushmore National Memorial